# Hoplia hofmanni
Hoplia hofmanni är en skalbaggsart som beskrevs av Anton Franz Nonfried 1895. Hoplia hofmanni ingår i släktet Hoplia och familjen Melolonthidae. Inga underarter finns listade i Catalogue of Life.